# 007大战皇家赌场
《007：大战皇家赌场》（英語：Casino Royale）是制片公司制作的第21部詹姆斯·邦德系列电影，也是丹尼尔·克雷格首次出演虚构秘密情报局特工詹姆斯·邦德，由马丁·坎贝尔执导，尼尔·珀维斯、罗伯特·韦德和保罗·哈吉斯编剧，是伊恩·佛萊明1953年同名小说的第3部改编影视作品，于2006年上映。本片以邦德刚刚成为007号特務、正在努力获取杀人执照时开场。成功阻止迈阿密国际机场的一起恐怖主义袭击后，邦德受命参加恐怖分子筹办的高额度扑克赌局，并在这一过程中爱上负责提供所需赌金的财政部雇员薇絲朋·琳德。影片的故事情节将在下一部邦德片《007：大破量子危机》（2008年）中延续。
《大战皇家赌场》将007系列电影重启，建立新的时间轴，其叙事框架也与之前任何一部邦德片没有直接关联，这也让片中的邦德可以表演得比较缺乏经验、更容易受到情绪影响。此外，曼妮潘妮小姐（Miss Moneypenny）完全没有在本片中出场，这在詹姆斯·邦德系列电影中也是头一遭。影片开拍前的选角过程十分繁浩，特别是在挑选男主角的扮演人选工程浩大，2005年10月克雷格获选取代皮尔斯·布鲁斯南时还引起大量争议。电影分别在捷克、巴哈马、意大利和英国取景，内景则是在松林制片厂搭建。虽然部分故事情节发生在黑山，但剧组并没有到当地拍摄。《大战皇家赌场》由制片公司制作，米高梅和哥伦比亚电影公司发行，成为第一部和哥伦比亚电影公司共同制作的邦德片。
《大战皇家赌场》于2006年11月14日在欧狄恩莱斯特广场首映，然后又成为首部在中国大陆上映的邦德片，全球票房达到5.99亿美元，创下詹姆斯·邦德系列电影的新纪录，直到2012年才被《007：大破天幕杀机》打破。影片获得大部分影评人的好评，入选多个年度十大佳片榜单，评论中大多称赞克雷格的表演和邦德一角的重新塑造。

## 剧情
詹姆斯·邦德在杀死一名出卖机密情报的秘密情报局叛变课长后晋升为00级特工，编号007。他获命前往马达加斯加追捕名叫莫拉卡（Mollaka）的炸弹制造者，经过一段跑酷式的追逐，邦德在大使馆内枪杀目标，然后通过引爆炸弹成功脱身。邦德在莫拉卡的手机里找到一条短信，内容与亚历克斯·迪米特里奥斯（Alex Dimitrios）有关联，此人又和银行家兼恐怖分子融资人勒·希弗斯（Le Chiffre）存在合作关系。希弗斯的生财之道主要是先卖空那些成功企业的股票，然后再发起恐怖袭击，令企业股价暴跌并因此获利。
邦德到达迪米特里奥斯所住的巴哈马，并在此把后者的妻子索兰吉·迪米特里奥斯灌醉。接过一通电话后，索兰吉透露丈夫正飞往迈阿密，邦德于是动身前去追捕。他在迈阿密杀死迪米特里奥斯，然后跟踪希弗斯的党羽卡洛斯（Carlos）来到迈阿密国际机场，在这里成功阻止后者开油罐车撞向飞机的行动，破坏希弗斯炸毁原型客机的企图。但索兰吉·迪米特里奥斯其後被殺。
由于未能炸毁飞机导致的巨额损失，希弗斯需要尽快取得大笔资金补回恐怖分子客户的账户，为此他在黑山的皇家赌场举办高额德州扑克比赛。秘密情报局于是派邦德参赛，希望能在比赛中战胜希弗斯，迫使他去求助英国政府，交代自己所知道的恐怖分子资讯。邦德在前往黑山的列车上结识代表英国财政部的慧丝柏·莲，得知其任务是监控比赛进程以防止政府利益受损，尤其是那1500万美元的赌金。到达酒店后，邦德见到秘密情报局在当地的联络人勒内·马西斯（René Mathis）。比赛开始后，邦德在一次錯誤判斷下输掉了1000万美元筹码，慧丝柏認為他因自大而輸而接下來也只會輸更多，所以拒绝把剩下的500万美元也交给他，对此邦德决定铤而走险前去刺杀希弗斯。但就在他动手前，另一位扑克玩家透露自己是中央情报局特工费利克斯·雷特（Felix Leiter），对方表示愿意把自己的赌注送给邦德继续比赛，条件是中央情报局能获得对希弗斯的控制权。
重回牌局后，邦德逐渐得心應手，但希弗斯为了取胜而让女友瓦莲卡（Valenka）在邦德酒中下毒，邦德察觉有毒后紧急采取急救措施，险些在最后一刻赶不上，所幸慧丝柏及時趕到，使邦德成功生还，返回比赛并以最后的同花顺赢得赌局，而所有奖金都存入瑞士银行账户。但走投无路的希弗斯绑架慧丝柏，并以她为诱饵而抓到邦德，并对邦德揭露马西斯实与自己勾结。
希弗斯以粗繩索擊打邦德睾丸的酷刑進行拷打，以迫使邦德說出银行账号密码，但邦德坚不吐露，而勒·希弗斯幕后的怀特先生（Mr. White）前来，以未兑现承诺为由而处决希弗斯。邦德醒来时已身在科莫湖的一家医院，并叫人逮捕马西斯。邦德向慧丝柏表白自己爱上了她，并且向递交辞呈。两人来到威尼斯度假，邦德突然被告知他赢到的钱一直没有存入财政部账户，立即意识到突然离开的慧丝柏是准备要窃取这笔巨额。邦德追踪慧丝柏，发现她把钱交给一名叫做盖特勒（Gettler）的男子，尾随的邦德介入而迫使盖特勒挟持慧丝柏至一间整修中的建筑。两方接踵而来的枪战打破维持建筑的充气囊，邦德杀死盖特勒后试图救出慧丝柏，但她因为愧疚而把自己锁入铁框式升降机，最后沉入水中溺毙。怀特先生从一旁的阳台上目睹邦德痛失慧丝柏，最后拿着钱扬长而去。
邦德重新加入秘密情报局，得知慧丝柏是因为男友被希弗斯和怀特先生背后的神秘恐怖组织绑架而被迫与其合作，之后还同意交出钱来挽救邦德的性命。接下来他又发现慧丝柏发来的訊息，上面有怀特的姓名和移动电话号码，并利用这一資訊找到怀特。邦德打伤他的腿并将之擒获，走上前自我介绍：“我叫邦德——詹姆斯·邦德。”

## 演员
- 丹尼尔·克雷格饰詹姆斯·邦德：英国秘密情报局特工，成为007号特工后，他被派往马达加斯加追捕一名制造炸弹的恐怖分子，他在当地偶然发现勒·希弗斯的恐怖组织，之后获派前往皇家赌场参加一场高额扑克比赛，目标是击败希弗斯，令其计划落空。
- 伊娃·格林饰慧絲柏·蓮：财政部特工，获派向邦德提供赌局所需资金并监督行动过程。
- 麦斯·米科尔森饰勒·希弗斯：银行家，同世界上的许多恐怖分子有业务往来。他在数学和国际象棋上极具天赋，并且会在扑克牌局中利用这些技能。
- 朱迪·丹奇饰夫人：秘密情报局主管，是邦德生命母亲般的重要人物，不过她还是觉得自己提升邦德的速度有些太快，并对他的轻率行动加以责备。在所有之前出演过皮尔斯·布鲁斯南主演邦德片的演员中，丹奇是唯一一位在本片中出现的。
- 傑佛瑞·懷特饰费利克斯·雷特：参加扑克比赛的中央情报局特工，及时对邦德伸出援手。
- 吉安卡罗·吉安尼尼（Giancarlo Giannini）饰勒内·马西斯：邦德在黑山的联络员。
- 西蒙·阿布卡瑞安（Simon Abkarian）饰亚历克斯·迪米特里奥斯：国际恐怖分子黑社会的另一个承包商，与勒·希弗斯存在业务往来，以巴哈马为基地。
- 卡特琳娜·莫里诺饰索兰吉·迪米特里奥斯：亚历克斯的夫人，受到邦德的引诱。她因无意中向邦德透露勒·希弗斯的计划而遭后者杀害。
- 伊万娜·米利塞维奇（Ivana Miličević）饰瓦莲卡：勒·希弗斯的女友。
- 伊萨赫·德·班克尔饰史蒂芬·奥班诺（Steven Obanno）：圣主抵抗军领袖，经怀特先生结识勒·希弗斯，请他为自己理财。
- 加斯帕·克里斯滕森（Jesper Christensen）饰怀特先生：一个不知名犯罪组织的联络人。
- 塞巴斯蒂安·弗坎（Sébastien Foucan）饰莫拉卡：邦德在马达加斯加一处建筑工地追捕的炸弹制造者。
- 周采芹饰吴女士：资深职业扑克玩家。
- 托比亚·曼齐司饰维利尔斯（Villiers）：在秘密情报局总部的年轻秘书。
- 路德格·皮斯特（Ludger Pistor）饰孟德尔（Mendel）：瑞士银行家，负责扑克牌比赛过程中及之后的所有货币转帐。
- 克劳迪奥·桑塔玛利亚（Claudio Santamaria）饰卡洛斯：勒·希弗斯手下的恐怖分子，试图炸毁一架飞机。
- 理查德·塞梅尔（Richard Sammel）饰盖特勒（Gettler）：不知名犯罪组织的杀手，在威尼斯联络慧丝柏。
- 克雷蒙斯·施伊克（Clemens Schick）饰克拉特（Kratt）：勒·希弗斯的保镖，基本上如影随形地跟着希弗斯。
- 约瑟夫·米尔森（Joseph Millson）饰卡特（Carter）：陪邦德前往马达加斯加的秘密情报局特工。
- 本·库克（Ben Cooke）饰威廉姆斯（Williams）：在伦敦向邦德做简报的秘密情报局特工。
- 达尔文·肖（Darwin Shawh）饰费舍尔（Fisher）：德莱顿的秘密联络人，派邦德去杀他，这也是后者的第一个正式目标。
- 黛安·哈特福德（Diane Hartford）饰扑克玩家。

英国企业家理查德·布兰森有在本片中客串出镜，但他的镜头在英国航空班机上播放的版本中被剪，因为这个镜头可以看到布兰森公司生产的维珍航空班机。

## 制作
伊恩·佛萊明的《皇家赌场》一书之前曾改编为1954年的电视剧和1967年的讽刺喜剧片。1999年，索尼影视娱乐用小说的电影改编版权换取米高梅的《蜘蛛侠》电影版权，于是获得了《皇家赌场》的电影改编版权。2004年3月，尼尔·珀维斯和罗伯特·韦德开始撰写剧本，设想由皮尔斯·布鲁斯南饰演邦德，希望能重现伊恩·佛萊明原著邦德小说的风味。保罗·哈吉斯的主要贡献是重写电影的高潮戏段。对此他表示：“原稿非常忠于原著，里面都有忏悔的情节，所以剧本里的这个角色在承认自己的所做所为后自杀，她让邦德之后去追杀那些坏蛋，邦德再追着坏蛋进到屋子里。我也不知道为什么，但我就是觉得慧丝柏就是应该身在那幢逐渐沉没的房子里，而邦德一开始就是想杀了她，但最后却又要救她”。
导演昆汀·塔伦蒂诺曾表示有意执导《皇家赌场》的改编电影，但他没有就此向继续跟进。他还表示曾与弗莱明家族在幕后合作过，认为正是因为有弗莱明家族的支持，所以电影人会最终决定把小说再度搬上银幕。塔伦蒂诺还称，他打算把电影的时代背景像小说中那样定在20世纪50年代，还要拍成黑白片，并且只愿意在皮尔斯·布鲁斯南扮演邦德的前提下接手。2005年2月，马丁·坎贝尔成为影片的导演。2005年末，以索尼为首的财团收购米高梅，由此获得从本片开始所有邦德片的发行权。
觉得之前的几部邦德电影，特别是《007之择日而亡》有些过分依赖特效，因此非常期望能通过“传统的方式”达成《大战皇家赌场》中的特技镜头。为了让内容更加真实，编剧珀维斯、韦德和哈吉斯希望剧本尽可能贴近1953年的原著，保留弗莱明更加黑暗的故事线索和邦德一角的性格特征。

### 演员选择
皮尔斯·布鲁斯南在获选出演詹姆斯·邦德时签订的是4部电影的合约，2002年的《007之择日而亡》正是他主演的第4部邦德片。布鲁斯南这个时候即将迎来自己的50岁生日，他一直记得，无论影迷还是影评人都对罗杰·摩尔演邦德一直演到58岁感到不满，还开始有报道估计制片人已经开始在寻找更年轻的演员取代他。2004年，布鲁斯南正式宣布自己不会再出演邦德，制片人迈克尔··威尔森一度宣称他考虑取代布鲁斯南的演员人数有超过200之多。克罗地亚男演员高兰·维斯耶克（Goran Višnjić）与克雷格在同一天参加角色试镜，但据报道称他无法掌握英国口音。新西兰男演员卡尔·厄本也曾是考虑人选，但他因已接拍其它电影而无法参加试镜。据马丁·坎贝尔表示，亨利·卡维尔是唯一对克雷格构成威胁的竞争者，但他这时还过于年轻，只有22岁。此外，山姆·沃辛顿也曾是考虑人选。
2005年5月，丹尼尔·克雷格宣布米高梅、制片人迈克尔··威尔和芭芭拉·布罗科利都已保证他将出演邦德一角，马修·沃恩告诉记者，米高梅曾有意请他担任导演，但当时还没有就本片联系过他或米高梅公司。克雷格曾在一年前拒绝过这次机会，因为他觉得这一系列电影已经落入公式化俗套，一直到看过剧本后才对接拍产生兴趣。克雷格在准备出演这个角色期间看完了弗莱明所有的小说，并以在《慕尼黑》片场担任顾问的以色列情报及特殊使命局和秘密情报局探员作为自己表演的灵感来源，对此他表示：“邦德刚成为特工，而且他是个杀手……你可以从他的双眼中看出来，你马上就会意识到：哦是啊，他是个杀手，看起来就是这样。这些人一走进房间就非常熟练地检查周边寻找出口，这正是我想要的效果。”
2005年10月14日，制片公司、索尼影视娱乐和米高梅在伦敦举行的记者招待会上宣布，克雷格将成为第6位扮演詹姆斯·邦德的男演员。身穿西装的克雷格先从贝尔法斯特号登上英国皇家海军陆战队的一艘强悍突击者小艇前往“总统号”，并在这里正式向全世界的媒体亮相。这一决定引来大量争议，一些影评人和影迷对制片人的这一决策是否明智提出质疑。电影的整个制作期间，互联网上出现诸如danielcraigisnotbond.com（其中文字意为“丹尼尔·克雷格不是邦德”）之类的网站内容，表达影迷对这一决定的失望，并且威胁会抵制本片以示抗议。抗议人士认为，克雷格并不像之前的演员那样符合他们已经习惯的邦德形象，即高大、皮肤黝黑、英俊、魅力十足。《每日镜报》刊出批评克雷格的头版新闻，标题上写道：“（他）名叫布兰德（Bland，意为‘平淡无奇’）——詹姆斯·布兰德”（The Name's Bland – James Bland）。
下一个选角的重要角色是邦德女郎慧丝柏·莲。选角导演黛比·麦克威廉斯（Debbie McWilliams）表示，好莱坞女演员安吉丽娜·朱莉和查理兹·塞隆都曾是该角的“重点考虑”人选，比利时女演员西西·迪·法兰丝也曾参与试镜，但她的英国口音“没能达到标准”。奥黛丽·塔图也曾是考虑人选，但因她需要出演《達文西密碼》而落选，该片于2006年5月上映。2006年2月16日，伊娃·格林确定将成为新一任邦德女郎。

### 拍摄

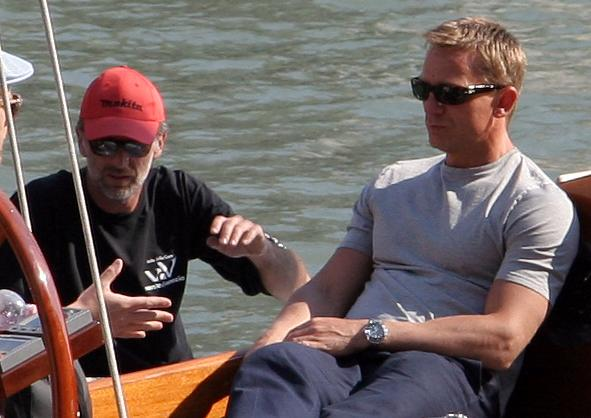
克雷格在威尼斯参加电影拍摄。

《大战皇家赌场》的主体拍摄工作于2006年1月3日拉开帷幕，同年7月20日结束。影片的大部分外景都是在布拉格的巴兰多夫电影制片厂拍摄，还有在巴哈马、意大利和英国取景，最终在松林制片厂结束。
迈克尔··威尔森起初确认称《大战皇家赌场》应该会在布拉格或南非拍摄，但制片公司在争取南非的拍摄地点期间遇到很多困难。别无选择之下，制片人们开始重新考虑外景地点。2005年9月，马丁·坎贝尔和摄影总监菲尔·梅豪在天堂岛实地考察，考虑在这里取景。2005年10月6日，坎贝尔确认影片会在巴哈马取景，还有可能前往意大利。除多个外景拍摄地外，包括编舞和特技协调在内的电影制作都是在布拉格的巴兰多夫电影制片厂和英国松林制片厂进行，拍摄期间还动用松林制片厂包括007片场在内的多个片场系统。剧组还计划在萨里郡的邓斯福尔德机场、伊顿公学的板球馆，以及贝德福德郡的米尔布鲁克汽车试验场取景拍摄，不过在伊顿公学所拍的镜头之后遭到剪除，没有出现在最终的电影中。

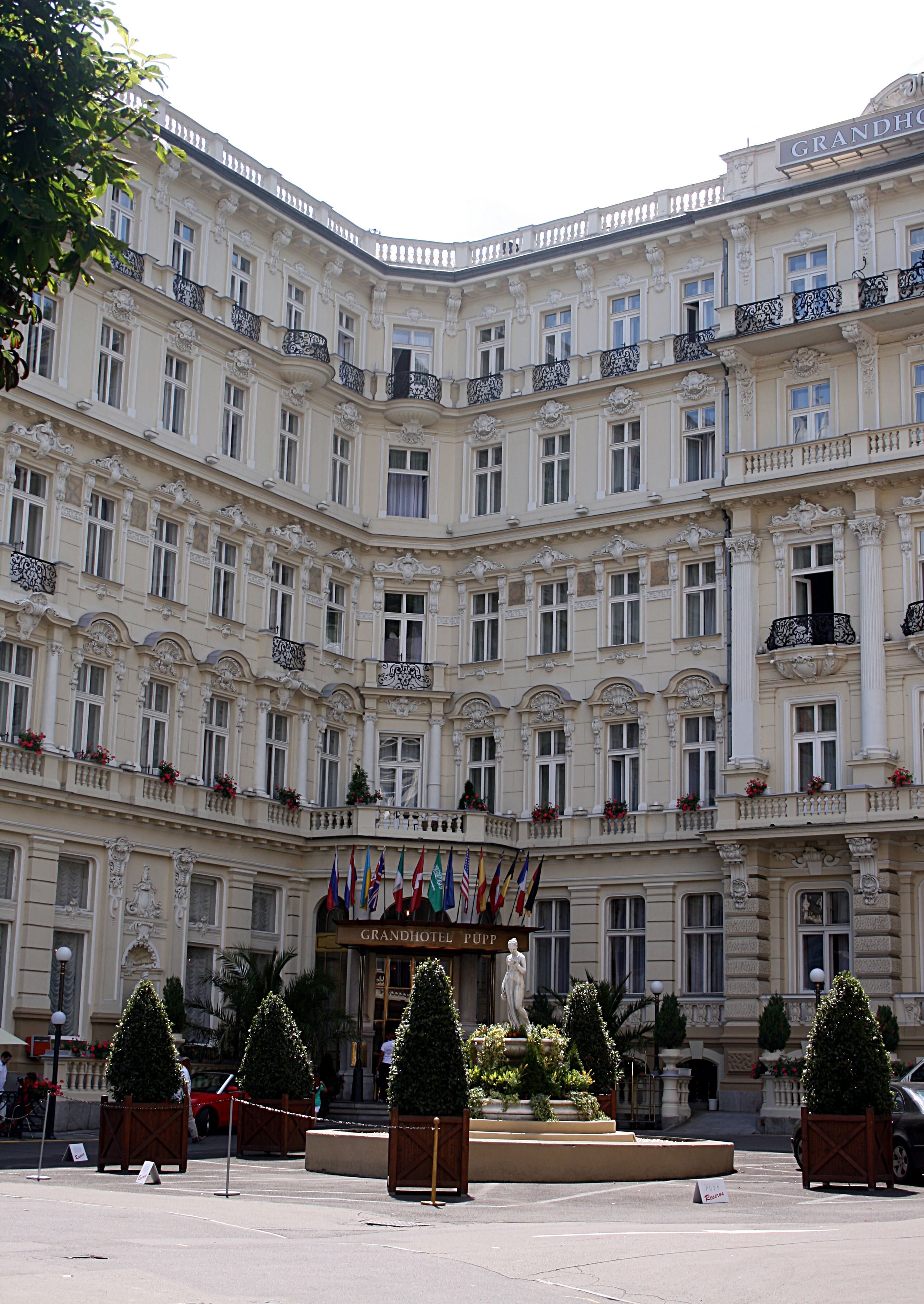
捷克共和国卡罗维发利的普普大饭店。

布拉格的拍摄工作完成后，剧组转战巴哈马，于2到3月在新普罗维登斯岛周围多个地点拍摄，其中又以天堂岛时间最长。片中乌干达姆巴莱的戏段是在于2006年7月4日在白金汉郡郊野公园布莱克公园拍摄完成的。剧组还有在高尔夫球手厄尼·艾尔斯和老虎伍兹的奥尔巴尼庄园取景。剧组又在4月回到捷克共和国，继续在布拉格、普拉纳和洛克特拍摄，最终于5月在卡罗维发利收尾，卡罗维发利的一处水疗中心和普普大饭店一起成为电影中“斯普莱迪德酒店”的外景拍摄地。意大利的主要外景地是威尼斯，电影片尾的大部分外景都是源于此地。影片后半部分的其它镜头大多是于5月下旬到6月上旬在科莫湖畔的德尔巴尔比阿内洛别墅（Villa del Balbianello）拍摄。此外剧组还有在湖畔小镇梅纳焦附近的拉加埃塔别墅（Villa la Gaeta）等地取景。
2006年7月30日，007片场发生火灾并遭受严重破坏，由于事件发生时《大战皇家赌场》的拍摄已完成一个星期，外景已经进入拆除阶段，因此没有对影片的发行产生影响。2006年8月11日，松林制片厂确认不会试图挽救片场遗迹，而是会从头开始重建。

### 效果
平面设计师丹尼尔·克雷曼（Daniel Kleinman）以1953年英国第一版《皇家赌场》小说的封面为灵感设计了本片的片头字幕段落，其中包括伊恩·弗莱明的原创设计，一张扑克牌的边缘有8颗正在滴血的红心（红桃）。克雷曼表示：“这些红心不但代表着扑克牌，还代表了邦德爱情故事的磨难。所以我以此为灵感，用不同形式的扑克牌图像来组合成片头字幕”，例如用黑桃代表开枪后产生的硝烟，削开的动脉血管中喷出数以千计的微小红心等。对于这段镜头的阴影图像，克雷曼先请伦敦一家视觉特效公司将克雷格和影片替身演员的镜头数字化，再把男主角的剪影融入超过20个复杂和创新性质的数字动画场景。克雷曼还决定不在片头字幕段落使用女性剪影这一在以往邦德电影片头中非常常见的元素，因为他认为这样的女性剪影与本片的理念和邦德恋爱的故事情节都不相符。
对于影片的其它部分，特殊效果和微型效果总监克里斯·科博德（Chris Corbould）决定大幅缩减数字特效的应用，采用更为现实的制作风格。他对此表示：“是一种非常好、非常有用的工具，但我就是拼了这条命也要做一些真实的东西，这才是最好的方法”。片中主要应用到物理特效的3场戏分别是马达加斯加一幢建筑工地和迈阿密国际机场的追逐戏，以及威尼斯那幢房屋沉入水中的戏段，这些镜头的置景分别是在大运河和松林制片厂搭建。
剧组首先拍摄的是马达加斯加建筑工地的追逐戏，外景地是巴哈马一处废弃旅馆，迈克尔··威尔森早在1977年拍摄《007之海底城》期间就知道了这个地方。片中邦德正在追捕莫拉卡，开着挖土机撞进建筑物的混凝土基座。特技团队建造了一个模型，并提出了多种表现挖土机除去混凝土的可信方法，其中之一就是除去模型下方的支柱。他们还去掉了混凝土墙的一部分来适应挖土机的形状，再用钢筋强化混凝土墙。
迈阿密国际机场的追逐戏段有一部分是在萨里郡的邓斯福尔德机场拍摄，这里以英国疯狂汽车秀闻名，还有一些镜头则是在布拉格和迈阿密的机场拍摄。片中正在前进飞机的发动机所产生的推力把一辆警车吹飞到空中的镜头是由第二组的三位导演，伊恩·洛威（Ian Lowe）、特里·马登（Terry Madden）和亚历克斯·威特（Alex Witt）制作，他们把一股结实的引线电缆系在车辆后保险杠上，另一端连接到起重机，然后向车辆的后上方迅速将电缆完全拉直，令车辆飞到空中并远离飞机。
片中的飞机实际上是前英国航空的一架747-200B，注册编号，其发动机已经去除，并且为了在片中亮相还经过了改装。改装后的飞机用外接油箱取代外部发动机，内部发动机则用模型代替。驾驭舱的轮廓也做了改动，让这架747看起来像是某种更先进客机的样机。
电影高潮戏段中威尼斯那套房屋沉入水中的场景中包括有历史上为邦德片构建的最大钻机。邦德在这场戏中跟踪慧丝柏进入一幢正在装修、仅用充气囊支撑的房屋，剧组先是在松林制片厂007片场建造了一个蓄水池，还建有一个威尼斯式广场和三层高破旧房屋的内景。使用的钻机重约90吨，配有电子和液压阀并由计算机系统紧密控制，因为钻机的活动需要在两个轴线上进行主控。特效团队还以1比3的比例建造了倒入威尼斯运河房屋的外观模型，这个模型也是由同一计算机系统控制。钻机里的电梯模型可以浸泡在5.8米深的水中，并使用压缩机严密控制其移动过程。
片中的阿斯顿马丁DBS V12实际上是基于阿斯顿马丁改造而来。由于车辆的重心很低，所以米尔布鲁克试验场的道路上必须加入45厘米长的斜坡，驾驭车辆的替身演员亚当·科利（Adam Kirley）必须在撞车瞬间采用安置在驾驶员座椅背后的空气炮把车推成卷状。这辆车在拍摄时以超过每小时113公里的速度翻转了7次，2006年11月5日，吉尼斯世界纪录大全将此计入新的世界纪录中。

### 音乐
2006年11月14日，索尼古典发行了《大战皇家赌场》的原声带，其中包括资深作曲家大卫·阿诺德谱写的配乐，这也是他的第4张邦德电影原声带，乐曲编排和指挥由尼古拉斯·多德（Nicholas Dodd）进行。制片人迈克尔··威尔森和芭芭拉·布罗科利于2006年7月26日宣布，电影主题歌由声音花园乐队和音魔合唱团前主唱歌手克里斯·康奈尔创作和演唱。这首歌曲的主要音符在片中经常出现，取代了之前邦德片中的詹姆斯·邦德主题，代表着邦德的年轻气盛和经验不足。原本的经典主题只在片尾字幕时奏响，标志着人物情节的高潮。

## 发行
2006年11月14日，《大战皇家赌场》同时在欧狄恩莱斯特广场、伦敦西区剧场和帝国剧院首映。英国女王伊丽莎白二世和爱丁堡公爵一起出席了首映式，成为继《007之雷霆谷》和《007之择日而亡》以来女王第三次出席邦德片首映。众演员和剧组成员以及多位名流也出席了首映式，还有5000名付费观众入场，首映收入的一半将捐赠给电影和电视慈善基金。
电影首映仅两天后，伦敦市场上就出现了盗版，对此反盗版联盟的基隆·夏普（Kieron Sharp）表示：“这部电影（的盗版）如此迅速地出现在街头巷尾，说明了英国盗版电影行业的成熟度和组织性”。这些盗版的价格不到1.57英镑，甚至克雷格本人在北京街头行走时也碰上了这种的推销，当时他戴了帽子和眼镜以免被人认出。
2007年1月，《大战皇家赌场》成为历史上首部在中国大陆电影院上映的邦德片。影片在该国上映前经过了更改，有关冷战的内容进行重新配音，并且考虑到中国观众对德州扑克可能不够熟悉，片中的赌局场景增加了新的对白来解释游戏规则，这样的做法与半个多世纪前电视剧增加对白来解释原著小说中巴卡拉游戏规则可谓异曲同工。《大战皇家赌场》于1月30日在该国468张银幕上映，共计进账1170万美元，其中上映首个周末收入的150万美元还创下该国非汉语电影的新纪录。
《007之择日而亡》曾因约20件置入性行销协议导致出现《007之择日再买》的讽刺批评，为此减少了本片的促销力度，合作伙伴包括福特汽车、喜力比尔森（伊娃·格林出演了这一品牌的广告）、斯米诺伏特加、欧米茄表公司、维珍航空和索尼移动通信。

### 票房
影片的全球票房达到5.99亿美元，在2006年世界电影票房排行榜上名列第4，也创下了詹姆斯·邦德系列电影的新纪录，直到2012年才被《007：大破天幕杀机》超越。
《大战皇家赌场》刚在英国上映就打破了多项纪录，首先是以170万英镑打破开映首日票房纪录，再以1337万零939英镑刷新上映首周纪录。最终本片共在该国收入5540万英镑，成为年度票房冠军，并且一直到2012年底仍然可以在英国电影历史票房总榜上排到第十位。
本片在美国开映第一天就登上了票房榜冠军宝座，收入1474万1135美元，整个周末则进账4083万3156美元，成为排行榜亚军，仅次于《快乐的大脚》。不过上映《大战皇家赌场》的电影院比《快乐的大脚》要少370家，平均每家电影院的收入为1万1890美元，超过了对手的1万零918美元。影片最终在北美市场收入了1.67亿美元，也创下当时邦德片的新纪录，这一纪录之后由《007：大破量子危机》以1亿6836万8427美元超越。
2006年11月18日，《大战皇家赌场》在27个国家一经上映就登上票房头把交椅，整个周末在除美国、爱尔兰、美国和加拿大以外的其他国家共计收入4340万7886美元。影片在世界电影票房冠军位置上保持了4个星期。

### 家用媒体
2007年3月16日，《大战皇家赌场》同步发行了、和蓝光光盘。影片于同一天在英国发行和蓝光光盘。电影的和蓝光光盘销量都刷新了记录：一区蓝光光盘版本创下销售最高的高清制式电影纪录，卖出了超过10万份。二区版本创下了发行首周销售新纪录，在英国的销售也继续保持良好势头，超过了160万份。此外，前50万名在上注册的PAL制式用户还可以获赠一套蓝光光盘版《大战皇家赌场》。电影中包括官方发布的音乐影片，三部纪录片，分别详细描述了丹尼尔·克雷格成为邦德扮演者的经过、电影拍摄，以及纪录片《永远的邦德女郎》（Bond Girls Are Forever）的扩充版本，内含对本片演员的采访。。
2008年10月31日，影片在英国发行了三碟版套装，这时续作《007：大破量子危机》也正在影院上映。除2007年版本中的花絮内容外，这一珍藏版还包括一条评论音轨，多段删除镜头、花絮以及故事板和电影的对比。2008年末还发行了双碟版的蓝光光盘，其中有更多的补充内容，通过蓝光光盘实现增强的互动性，之前的5.1声道音轨也替换成类似的5.1声道杜比音轨。

### 削减和审查
《大战皇家赌场》在英国、德国和美国发行时受到了审查。影片在删除部分希弗斯的虐待和邦德对折磨的反应镜头后得到英国电影分级委员会的12分级。到了美国，影片为获得PG-13分级而不得不删减了两场动作戏：一场是邦德与叛变的秘密情报局间谍联络员费舍尔之间的打斗戏，另一场则是邦德在皇家赌场楼梯上与奥班诺的搏斗。德国版本把机场投放炸弹的恐怖分子扭断另一人脖子的镜头用了另一段内容代替。

## 迴响

### 专业评价
影评人给予本片正面评价，特别是克雷格的表演和可信度。电影制作期间，媒体和公众曾对克雷格是否能演好这个角色进行讨论，因为这位男演员在形象上和伊恩·弗莱明描述的高大、皮肤黝黑、风流倜傥存在差异。《每日电讯报》将克雷格与肖恩·康纳利相比，称赞剧本创作体现了编剧的巧思，认为本片摆脱了系列原有的俗套。《泰晤士报》将克雷格与蒂莫西·道尔顿对比，称赞片中拥有“前卫”的动作场面，另一位影评人还特别赞扬了片中马达加斯加那场操作起重机的动作戏。BBC影业评论员保罗·阿伦特（Paul Arendt）、《帝国杂志》的金·纽曼（Kim Newman）和《综艺》的托德·麦卡锡（Todd McCarthy）都称克雷格是第一位真正体现出原著角色特点的男演员：冷嘲热讽、残暴、冷酷。
影片在北美也获得了类似的良好回应。给予本片五星级的完美评价。《好莱坞报道》称赞本片像《007之俄罗斯之恋》一样让詹姆斯·邦德“反璞归真”，把关注的重点放在人物和剧组上，而不是像受到强烈批评的《007之择日再死》中那样放在高科技小工具和视觉特效上。根据烂蕃茄上收集的247篇评论文章，其中234篇给出了“新鲜”的正面评价，“新鲜度”达95%，是这年所有大范围上映的电影中评价最高的一部，在该网站的所有邦德片中也可以排到第4位，仅次于新鲜度96%的《007之金手指》和《007之俄罗斯之恋》，以及新鲜度98%的《007之诺博士》。而上收集的46篇评论文章中则有43篇好评，无差评，3篇褒贬不一，综合评分80（满分100）。《娱乐周刊》认为本片的表现可以在所有邦德片中排到第5位，并把慧丝柏·莲在所有邦德女郎中排第4。还有一些报纸专栏作家作家对克雷格的表演留下了深刻印象，认为他有可能获得一项奥斯卡金像奖提名。罗杰·埃伯特给予影片四星的高度评价（最高四星），这也是他首次给一部邦德片如此高的评分。他盛赞克雷格对邦德作出了“极好”的演绎，让这位被自己的工作和生活所伤的硬汉拥有了理智，仍然会在乎他人和是非对错，他也赞扬影片“对我所有针对这个45岁詹姆斯·邦德系列的不满都做出了解答”，特别是“为什么邦德片中的任何人都从来没有表现出过任何真实的情感”。周刊的乔舒亚·罗特科普夫（Joshua Rothkopf）称克雷格是“这一系列历史上最优秀的邦德”，称他的表演干净利落、可恨甚至让人想要对其大吼，“这是个搞砸了的邦德、一个流氓邦德、一个莽汉，而且在电影那令人叹为观止的惨淡结局之下，（他）还是一位毫无保留的爱人”。
《星期日先驱报》（Sunday Herald）的维姬·艾伦（Vicky Allan）认为，这部电影中的邦德已经性客体化，他在片中的爱人反而没有。片中他从大海里出现的镜头让人想起《007之诺博士》中的乌苏拉·安德丝（Ursula Andress），他觉得自己被慧丝柏·莲的批评玩弄了，“虽然在当今的主流电影中，让一个女性角色脱光了衣服去威胁要阉掉一个男性这几乎是无法想象的，但这正是（片中）邦德所遇到的情况。”所以，这部电影没有落入过去的俗套，让邦德女郎只是性对象，“曾经所向披靡的詹姆斯·邦德就像变成了肉类市场上的一块肉”。《颤抖执照》（License to Thrill）一书作者，莱斯特大学的詹姆斯·查普曼（James Chapman）也有同样看法，他认为克雷格诠释的邦德就象是篇“尚未润色的文章”，觉得这个邦德“缺乏幽默感”，这点上与弗莱明的描写接近，但“弗莱明的邦德并不喜欢杀戮，（而）克雷格的邦德看起来似乎对此津津乐道”。安德鲁·萨里斯（Andrew Sarris）在《纽约观察家报》（The New York Observer）上写道，这部邦德片是整个系列中“真正第一部我会认真考虑列入自己年度十大佳片的作品。我甚至觉得丹尼尔·克雷格是6位饰演过007的男演员中最有效率、最吸引人的一个，这其中甚至还包括肖恩·康纳利”。
罗杰·摩尔写道：“丹尼尔·克雷格在《大战皇家赌场》中的首次亮相就给我留下了如此深刻的印象，这个角色更加坚韧不拔，更加粗鲁和边缘化，我觉得（即便是）康纳利也难以做到，只能放弃。在我们看来，克雷格（对这个角色）的解读可谓前所未见，吉米·邦德正在努力证明自己的能力，但在这个过程中也犯过错误。批评他的内容也是耐人寻味，就像师长训斥调皮的学童一样。剧本中把他表现成一个脆弱、陷入困境并且也有缺点的角色，这和我（演）的邦德完全相反！克雷格曾经是，现在也还是伊恩·弗莱明在书中所描绘的那个邦德——一台心狠手辣的杀人机器，这正是大家想要的邦德。”摩尔为此甚至还购买了本片的。创作了9部邦德小说的雷蒙德·本森（Raymond Benson）盛赞《大战皇家赌场》是“一部完美的邦德片”。
也有部分影评人对本片褒贬不一。网站的罗布·贡萨尔维斯（Rob Gonsalves）虽然给予影片正面评价，但也认为影片在动作和“现实主义”上的表现与观众期待不符，失去了他们钟爱的老邦德片的灵魂，这点上可能正像杰森·伯恩系列电影一样。《商业诉求报》（The Commercial Appeal）的约翰·贝福斯（John Beifuss）表示：“谁会想看邦德因为自负受到教训，就像他是《拼命郎约翰尼》里面的格雷格·布雷迪（Greg Brady）那样吗？”。《纽约客》的安东尼·莱恩（Anthony Lane）对角色表现了出更多不完美之处和自我意识感到不满，称“换言之，即便是詹姆斯·邦德也想成为007”。
美国电台时事评论员兼影评人迈克尔·米德维（Michael Medved）给予影片三星评价（最高四星），称赞影片“耐人寻味、大胆创新而且非常有原创性……与之前的007电影作品相比更加可信，少了几分卡通式的花哨”，但也认为其中“缓慢的节奏有时会让那些狂热的邦德影迷感到沮丧”。《太阳报》的一篇评论的中表达了类似看法，称赞电影的黑暗和克雷格的表演同时，也觉得“就像小说那样，其剧情有些不够犀利”，认为影片还需要做进一步剪辑，特别是结局部分。电影评论家伊曼纽尔·利维（Emanuel Levy）也觉得结局有些太长，而且电影中的反派恐怖分子缺乏深度，不过他还是称赞了克雷格的表现，并给予影片+的总体评价（最高为+）。还有些评论对影片反响不佳，例如《观察家报》的蒂姆·亚当斯（Tim Adams）就觉得电影试图让整个系列变得更为粗犷之举让他感到很不自在。
2006年12月，英国电影评论电视节目“ 2006”的观众将《大战皇家赌场》评为2006年度最佳影片。克雷格身穿运动泳裤的镜头也荣登《太阳报》最性感男明星调查榜首。地扪食品还在2009年发布了一款以身在海边的克雷格为模型的冰棒。2008年，《娱乐周刊》将本片评为过去25年中第19优秀的电影。

### 十佳榜单
《大战皇家赌场》登上了以下影评人和杂志的2006年十大佳片榜单：
- 第一名：欧文·格雷伯曼（Owen Gleiberman），《娱乐周刊》
- 第三名：《帝国杂志》
- 第三名：马克·莫哈（Marc Moha），《俄勒冈人报》（The Oregonian）
- 第三名：斯蒂芬妮·扎克拉克（Stephanie Zacharek），网站
- 第三名：威廉·阿诺德（William Arnold），《西雅图邮讯报》
- 第七名：杰克·马修斯（Jack Mathews），《纽约每日新闻》
- 第八名：詹姆斯·伯拉迪尼（James Berardinelli），
- 第八名：德森·汤姆森（Desson Thomson），《华盛顿邮报》
- 第八名：迈克尔·菲利普斯（Michael Phillips），《芝加哥论坛报》
- 第九名：安德鲁·萨里斯，《纽约观察家报》
- 第九名：斯蒂芬·亨特（Stephen Hunter），《华盛顿邮报》
- 第十名：迈克尔·威尔明顿（Michael Wilmington），《芝加哥论坛报》
- 第十名：麦克·拉塞尔（Mike Russell），《俄勒冈人报》

### 荣誉
《大战皇家赌场》获得了2007年英国电影和电视艺术学院颁发的英国电影学院奖最佳音效奖，还为伊娃·格林赢得了奥兰治新星奖。影片还另外获得了8项英国电影学院奖提名，包括亚历山大·科达奖年度最佳英国电影、最佳编剧、安东尼·阿斯奎斯奖最佳电影音乐、最佳摄影、最佳剪辑、最佳艺术指导、最佳视觉特效和最佳男主角。克雷格也由此成为首位因扮演詹姆斯·邦德获英国电影学院奖提名的男演员。他还获得了标准晚报英国电影奖最佳男主角奖。
影片赢得了艺术指导公会的卓越艺术指导奖，克里斯·康奈尔创作并演唱的主题歌也获得了卫星奖最佳原创歌曲奖。电影获得了5项土星奖提名：最佳动作、历险或惊悚电影，最佳男主角、最佳女配角、最佳编剧和最佳配乐，最终拿下了最佳动作、历险或惊悚电影奖。2006年度金西红柿奖将本片评为大范围上映类年度最佳电影。《大战皇家赌场》的剧本、剪辑、视觉效果和艺术指导也得到了一些国际电影奖项的提名并最终获奖。此外还有多位剧组成员赢得了2007年金牛座世界特技奖，如加里·鲍威尔（Gary Powell）获最佳特技协调奖，本·库克、凯·马丁（Kai Martin）、马文·斯图尔特-坎贝尔（Marvin Stewart-Campbell）和亚当·科利获最佳高风险作业奖。